# Morecambe Bay

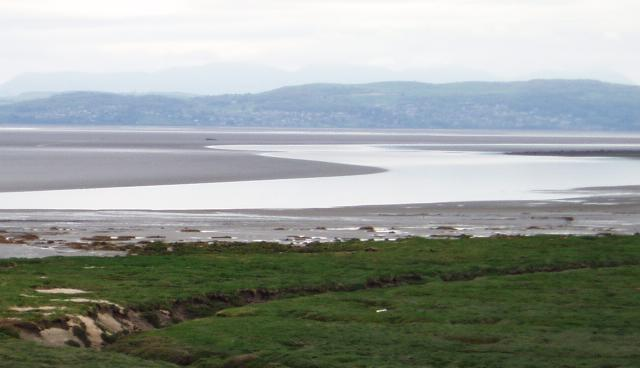
De baai bij laag water

Morecambe Bay is een baai aan de Ierse Zee in het noordwesten van Engeland ten oosten van Isle of Man en ten zuiden van Lake District. Het is het grootste gebied van zandbanken veroorzaakt door getij in Engeland, en beslaat 310 km².
De rivieren Leven, Kent, Keer, Lune en Wyre monden uit in de baai.